# Ammannia radicans
Ammannia radicans är en fackelblomsväxtart som först beskrevs av Jean Baptiste Antoine Guillemin och Perr., och fick sitt nu gällande namn av S.A.Graham och Gandhi. Ammannia radicans ingår i släktet Ammannia och familjen fackelblomsväxter.

## Underarter
Arten delas in i följande underarter:
- A. r. floribunda
- A. r. latifolia